# Söderhamn (Schiff)
Die Söderhamn war ein Frachtschiff, welches 1899 für die Reederei H. M. Gehrckens in Hamburg gebaut wurde. Nach Ende des Zweiten Weltkriegs war sie für mehrere Jahre das größte Frachtschiff unter der Flagge „Charlie“ (Deutsche Übergangshandelsflagge).

## Geschichte
Als Söderhamn am 11. März 1899 von der Werft Helsingørs Jernskibs- og Maskinbyggeri A/S in Helsingør mit der Baunummer 76 vom Stapel gelaufen, wurde das Schiff bis Ende des Zweiten Weltkriegs von der Reederei H. M. Gehrckens betrieben. Das Schiff, welches ursprünglich für den Liniendienst nach Skandinavien entworfen worden war, wurde Anfang des 20. Jahrhunderts für Nachschubfahrten nach Walfischbai, Südwestafrika eingesetzt, wo es sich auch 1904 während des Herero-Aufstands befand. Im Ersten Weltkrieg wurde das Schiff wieder in der Ostsee eingesetzt. 1915 wurde die Söderhamn torpediert, sank aber dank ihrer Holzladung nicht. Nach dem Ende des Krieges musste der Frachter an Großbritannien abgeliefert werden, konnte aber 1921 zurückgekauft werden. In den 1930er Jahren gehörte das Schiff einige Jahre der Nautik GmbH, wurde aber 1937 wieder bei Gehrckens eingegliedert.
Im November 1944 hatte das Schiff in der Ostsee eine Kollision mit einem größeren Dampfer, bei dem es achtern von der Reling bis zu den Bilgen aufgerissen wurde, aber wiederum nicht unterging. Nach einer Reparatur in Danzig wurde sie zur Rettung von Flüchtlingen eingesetzt. Unter dem Kommando von Kapitän Kurt Timm brachte die Söderhamn in neun Reisen, beginnend am 30. Januar 1945 bis zur Ankunft im Kieler Scheerhafen am 8. April 1945 19.350 Flüchtlinge aus Ostpreußen und Pommern über die Ostsee nach Schleswig-Holstein und Mecklenburg.
Bei Kriegsende im Mai 1945 wurde die Söderhamn in Kiel vom britischen Ministry of War Transport beschlagnahmt und in Empire Congham umbenannt. Ihr neuer Heimathafen wurde London, die Bereederung übernahm William Robertson Ltd. 1946 wurde das Schiff an die Reederei Gehrkens zurückgegeben, vermutlich, da es aufgrund seines hohen Alters und seiner Größe nicht interessant für die Siegermächte war. Nach der Rückbenennung in Söderhamn wurde das Schiff von der Reederei Gehrckens bis 1958 weiterbetrieben und war für einige Jahre das größte Schiff der deutschen Handelsflotte. 1958 wurde das betagte Schiff schließlich in Hamburg abgebrochen.